# Stracené Ráj
Stracené Ráj je moravská kapela pocházející ze vsi Mezice u Olomouce. Kapela vznikla v roce 1993. Hlavním prvkem jejich tvorby je to, že většina skladeb je napsána v hanáckém nářečí. Jejich hudba zasahuje do mnoha žánrů a kapela sama svůj styl nazývá jako hanácké bigbit.
Jeden z členů skupiny, Marek Ošťádal, se stal v roce 2010 starostou obce Náklo.

## Diskografie[10]

### Demo CD (1996)
1. O mozeke
2. Víla
3. Vrána
4. Lojzek z Hané
5. Král křováku
6. Gumové zvon
7. Životu naslouchej
8. Žebrák
9. Noc je smutná
10. Letni fotka
11. Žiznivé lev

### Demo CD (2000)
1. Kapela
2. Poboske
3. Hvězda
4. Ráno
5. Láska
6. Zkošebna
7. Nová doba
8. Brouk
9. Tak nějak
10. Pan Tau
11. Kočka
12. Poklad

### 2007 (2007)
1. Trávnikář
2. Nečoché
3. 190 hodin a 16 minot
4. Šlemák
5. Blbá holka
6. Pomalo
7. Velká slepiči lópež
8. Meslevec
9. Vašek
10. Větkong
11. Smraďoch
12. Holka holka holka
13. Tráva

### 2016 (2016)
1. Hanák
2. Turistická
3. Piskáče
4. Nerve
5. Maróděni
6. Omiráni
7. Mázl
8. Jorafest
9. Kubrt
10. Kapřék
11. Nevěsta
12. Gustav
13. Tepláková liga
14. Los putikos
15. Moravan

Skupina natočila videoklipy k písni Tráva, Nečoché a Piskáče.